# Болі (Оклахома)
Болі (англ. Boley) — місто (англ. town) в США, в окрузі Окфаскі штату Оклахома. Населення — 1091 особа (2020).

## Географія
Болі розташоване за координатами 35°29′24″ пн. ш. 96°28′48″ зх. д. / 35.49000° пн. ш. 96.48000° зх. д. (35.489868, -96.479953).  За даними Бюро перепису населення США в 2010 році місто мало площу 4,27 км², з яких 4,26 км² — суходіл та 0,01 км² — водойми.

## Демографія
Згідно з переписом 2010 року, у місті мешкали 1184 особи в 107 домогосподарствах у складі 64 родин. Густота населення становила 277 осіб/км².  Було 137 помешкань (32/км²).
Расовий склад населення:
| - 46,2 % — білих - 39,6 % — чорних або афроамериканців - 6,2 % — корінних американців - 0,2 % — азіатів - 1,9 % — осіб інших рас |

До двох чи більше рас належало 6,0 %. Частка іспаномовних становила 6,0 % від усіх жителів.
За віковим діапазоном населення розподілялося таким чином: 5,8 % — особи молодші 18 років, 88,0 % — особи у віці 18—64 років, 6,2 % — особи у віці 65 років та старші. Медіана віку мешканця становила 40,2 року. На 100 осіб жіночої статі у місті припадало 640,0 чоловіків;  на 100 жінок у віці від 18 років та старших — 771,1 чоловіків також старших 18 років.
Середній дохід на одне домашнє господарство  становив 28 602 долари США (медіана — 22 500), а середній дохід на одну сім'ю — 26 258 доларів (медіана — 21 250). За межею бідності перебувало 61,7 % осіб, у тому числі 52,6 % дітей у віці до 18 років та 23,9 % осіб у віці 65 років та старших.
Цивільне працевлаштоване населення становило 75 осіб. Основні галузі зайнятості: освіта, охорона здоров'я та соціальна допомога — 34,7 %, сільське господарство, лісництво, риболовля — 14,7 %, публічна адміністрація — 9,3 %, транспорт — 8,0 %.